# Unione Sportiva Sassuolo Calcio 2005-2006
Questa voce raccoglie le informazioni riguardanti l'Unione Sportiva Sassuolo Calcio nelle competizioni ufficiali della stagione 2006-2008.

## Stagione
Nella stagione 2005-2006 il Sassuolo disputa il girone B del campionato di Serie C2, raccoglie 57 punti, che valgono il secondo posto finale alle spalle della Cavese, prima con 66 punti e promossa diretta in Serie C1. Il Sassuolo disputa e vince i Play-off salendo a sua volta in Serie C1. Nella doppia semifinale supera l'Ancona, nella doppia finale supera il Sansovino. La squadra neroverde allenata da Gian Marco Remondina disputa un torneo regolare, ottenendo 29 punti nel girone di andata e 28 nel girone di ritorno, ma ha il pregio di farsi trovare pronta a fine maggio e primi di giugno, nel momento topico dei Play-off. Nella Coppa Italia di Serie C il Sassuolo si piazza in terza posizione nel gruppo C di qualificazione, approdando con questo piazzamento ai trentaduesimi di finale, nei quali perde la doppia sfida contro il Pizzighettone.

## Rosa
| N. |                    | Ruolo | Calciatore          |
| -- | ------------------ | ----- | ------------------- |
|    | Italia (bandiera)  | A     | Alessandro Andreini |
|    | Italia (bandiera)  | D     | Paolo Anselmi       |
|    | Italia (bandiera)  | C     | Luca Baldo          |
|    | Italia (bandiera)  | A     | Andrea Belluzzi     |
|    | Italia (bandiera)  | D     | Manuel Benetti      |
|    | Italia (bandiera)  | D     | Nicolò Consolini    |
|    | Italia (bandiera)  | A     | Gennaro Fragiello   |
|    | Italia (bandiera)  | P     | Gabriele Giaroli    |
|    | Italia (bandiera)  | C     | Cris Gilioli        |
|    | Italia (bandiera)  | D     | Sebastiano Girelli  |
|    | Brasile (bandiera) | D     | Edevaldo Grimaldi   |

| N. |                   | Ruolo | Calciatore               |
| -- | ----------------- | ----- | ------------------------ |
|    | Italia (bandiera) | C     | Francesco Magnanelli     |
|    | Italia (bandiera) | A     | Gaetano Masucci          |
|    | Italia (bandiera) | C     | Paolo Mazzacani          |
|    | Italia (bandiera) | C     | Stefano Pagani           |
|    | Italia (bandiera) | C     | Filippo Pensalfini       |
|    | Italia (bandiera) | D     | Marco Piccioni           |
|    | Italia (bandiera) | P     | Alberto Pomini           |
|    | Italia (bandiera) | C     | Carlo Alberto Santunione |
|    | Italia (bandiera) | D     | Matteo Silvestrini       |
|    | Italia (bandiera) | C     | Marco Vianello           |

## Risultati

### Serie C2 - girone B

#### Girone di andata
| Arbitro: | Gallione (Alessandria) |

|                          |           |            |
| Andreini 35’ Anselmi 45’ | Marcatori | 22’ Favaro |

| Arbitro: | Vivenzi (Brescia) |

|              |           |  |
| Ghizzani 75’ | Marcatori |  |

| Arbitro: | Chiocchi (Foligno) |

|           |           |                |
| Baldo 17’ | Marcatori | 11’ Silva Reis |

| Arbitro: | Peruzzo (Schio) |

|               |           |               |
| M. Simoni 52’ | Marcatori | 64’ Fragiello |

| Arbitro: | Bunocore (Nichelino) |

|                                     |           |  |
| M. Vianello 16’ Andreini 77’ (rig.) | Marcatori |  |

| Arbitro: | Giancola (Vasto) |

|                          |           |                           |
| Borgogni 54’ Uccello 82’ | Marcatori | 42’ Gilioli 87’ Fragiello |

| Arbitro: | Spadaccini (Vasto) |

|                |           |  |
| Pensalfini 83’ | Marcatori |  |

| Arbitro: | La Mura (Nocera Inferiore) |

|          |           |  |
| Ludi 30’ | Marcatori |  |

| Arbitro: | Grazioli (Maniago) |

|                        |           |  |
| Gilioli 5’ Masucci 47’ | Marcatori |  |

| Arbitro: | Manna (Isernia) |

|                      |           |                             |
| Pinamonte 40’ (rig.) | Marcatori | 45+1’ Masucci 79’ S. Pagani |

| Arbitro: | Vivenzi (Brescia) |

|                                       |           |            |
| Andreini 58’ (rig.) M. Piccioni 90+2’ | Marcatori | 85’ Chafer |

| Arbitro: | Beretta (Treviglio) |

|                                          |           |           |
| Baldo 45+1’ Pensalfini 58’ S. Pagani 72’ | Marcatori | 16’ Mussi |

| Arbitro: | Petroselli (Viterbo) |

|               |           |  |
| Calderoni 40’ | Marcatori |  |

| Arbitro: | Pierpaoli (Firenze) |

|              |           |                                    |
| Andreini 10’ | Marcatori | 15’ Alfano 25’ Mari 41’ T. D'Amico |

| Arbitro: | Gentile (Termoli) |

|                  |           |              |
| Bisello Ragno 7’ | Marcatori | 29’ Andreini |

| Arbitro: | Nicodano (Milano) |

|                 |           |            |
| M. Vianello 88’ | Marcatori | 61’ Turchi |

| Arbitro: | Burdin (Cormons) |

|                   |           |                                    |
| Franchini 5’, 58’ | Marcatori | 36’ (rig.), 41’ Andreini 90’ Baldo |

#### Girone di ritorno
| Prato 8 gennaio 2006 18ª giornata | Prato              | 0 – 0 | Sassuolo | Stadio Lungobisenzio\| Arbitro: \| Chiocchi (Foligno) \| |
| Arbitro:                          | Chiocchi (Foligno) |       |          |                                                          |

| Arbitro: | De Toni (Schio) |

|  |           |             |
|  | Marcatori | 32’ Gallina |

| Arbitro: | Giancola (Vasto) |

|                |           |               |
| Giaccherini 6’ | Marcatori | 85’ S. Pagani |

| Arbitro: | Zanichelli (Genova) |

|                              |           |               |
| Andreini 27’ S. Pagani 90+2’ | Marcatori | 66’ M. Simoni |

| Arbitro: | Ferraioli (Nocera Inferiore) |

|  |           |             |
|  | Marcatori | 28’ Gilioli |

| Sassuolo 12 febbraio 2006 23ª giornata | Sassuolo                     | 0 – 0 | Sansovino | Stadio Enzo Ricci\| Arbitro: \| Tommasi (Bassano del Grappa) \| |
| Arbitro:                               | Tommasi (Bassano del Grappa) |       |           |                                                                 |

| Arbitro: | Candussio (Cervignano del Friuli) |

|  |           |                 |
|  | Marcatori | 66’ M. Vianello |

| Arbitro: | Bagalini (Fermo) |

|  |           |                          |
|  | Marcatori | 78’ Olivieri 85’ M. Sala |

| Arbitro: | Andolfatto (Bassano del Grappa) |

|            |           |  |
| Vettori 6’ | Marcatori |  |

| Arbitro: | Liotta (Caltanissetta) |

|                  |           |  |
| Gilioli 28’, 65’ | Marcatori |  |

| Arbitro: | Mannella (Avezzano) |

|              |           |  |
| Fusseini 53’ | Marcatori |  |

| Arbitro: | Petroselli (Viterbo) |

|  |           |                            |
|  | Marcatori | 37’ Gilioli 44’ M. Benetti |

| Arbitro: | Manera (Castelfranco Veneto) |

|                       |           |                             |
| Masucci 80’ Baldo 87’ | Marcatori | 31’ Giunchi 61’ Lantignotti |

| Arbitro: | Musolino (Catania) |

|                         |           |             |
| Schetter 62’ Aquino 84’ | Marcatori | 27’ Masucci |

| Arbitro: | Borracci (San Benedetto del Tronto) |

|                     |           |  |
| Andreini 57’ (rig.) | Marcatori |  |

| Arbitro: | Taverna (Taurianova) |

|                                      |           |                                                                |
| Placentino 25’, 33’ Iv. Iannuzzi 39’ | Marcatori | 35’, 50’ M. Vianello 55’ S. Pagani 78’ Andreini 89’ M. Benetti |

| Arbitro: | Stefanini (Livorno) |

|                 |           |  |
| M. Piccioni 52’ | Marcatori |  |

### Play-off

#### Semifinale
| Arbitro: | Valeri (Roma) |

|                           |           |                                           |
| Mendil 24’ Mortelliti 51’ | Marcatori | 4’ M. Piccioni 42’ Gilioli 90+1’ Andreini |

| Arbitro: | Candussio (Cervignano del Friuli) |

|  |           |            |
|  | Marcatori | 64’ Mendil |

#### Finale
| Arbitro: | Salati (Trento) |

|                             |           |                                 |
| Francini 28’ F. Viviani 34’ | Marcatori | 14’ (rig.) Andreini 53’ Masucci |

| Arbitro: | Bo (Genova) |

|                |           |  |
| Pensalfini 25’ | Marcatori |  |

### Coppa Italia di Serie C

#### Girone C
| Arbitro: | Gagalini (Fermo) |

|  |           |            |
|  | Marcatori | 75’ Santos |

| 21 agosto 2005 2ª giornata |  | – Turno di riposo Sassuolo |  |  |

| Arbitro: | Burdin (Cormons) |

|            |           |                              |
| Cunico 72’ | Marcatori | 21’ Anselmi 78’, 86’ Masucci |

| Arbitro: | Zanzi (Lugo di Romagna) |

|                              |           |             |
| Belluzzi 62’ Silvestrini 89’ | Marcatori | 32’ Sacenti |

| Arbitro: | Grazioli (Maniago) |

|                           |           |             |
| Masitto 20’ Mazzoleni 55’ | Marcatori | 90+1’ Baldo |

#### Trentaduesimi di finale
| Arbitro: | Andolfatto (Bassano del Grappa) |

|              |           |                            |
| Andreini 45’ | Marcatori | 41’ M. Piccolo 80’ Coralli |

| Arbitro: | De Toni (Schio) |

|                                   |           |                            |
| Nodari 18’, 117’ Campolonghi 103’ | Marcatori | 28’ Andreini 51’ Mazzacani |